# Abdelmajid Lakhal
Abdelmajid Lakhal, nome transliterado também como Abdel Majid (Bizerta, 29 de novembro de 1939 - 27 de setembro de 2014), foi um ator e diretor de teatro e de cinema tunisiano popular não somente no mundo árabe, mas também na França e na Itália.
Aqui está um ator que nunca se aposentará— Jornal Presse Magazine, 7 de maio 2000

## Biografia
Nascido em Bizerta em 29 de novembro 1939, já com nove anos trabalha em Khatimatou Ennafaf ("O fim de um morfinomaníaco") e passa toda a juventude em Hammam-Lif.
Quando està com dezesseis anos a «...paixão pelo Teatro pega ele definitivamente». Nesta época, trabalha no grupo teatral Jeunes Comediens no Círculo Estudantil de Hammam-Lif. Em 1960 entra oficialmente no Conservatório Nacional de Teatro, Música e Dança de Tunes. Em 1964 atende o Serviço Militar.
Em 1965 dirige Georges Dandin, ou o marido confundido de Molière com o Grupo Ennouhoud de Tunes e em 1968 na criação de Amleto em Hammamet é assistente à direção de Aly Ben Ayed.
Em 1971 atende a primeira direção profissional com Oito Mulheres de Robert Thomas e em 1974 diretor de O Mercador de Veneza de Shakespeare.

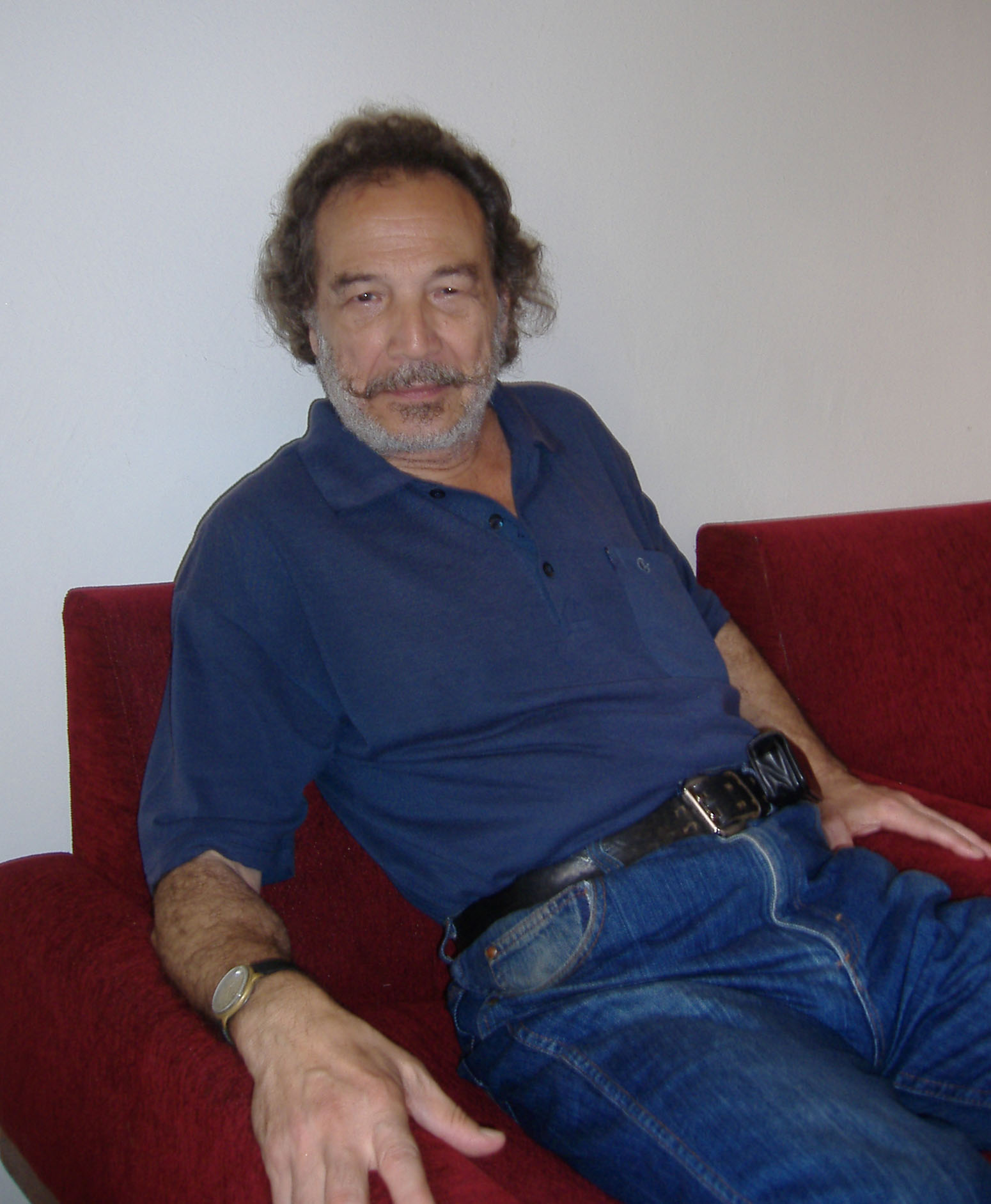
Abdelmajid Lakhal num momento de relax, 2007

Abdelmajid Lakhal falece em 27 de setembro 2014, e foi enterrado no mesmo dia no cemetério de Boukornine, perto de Hammam Lif

### Televisão
As emissões de televisão na Tunísia começaram em 1966:
- 1967 : O quarto ator de Noureddine Kasbaoui
- 1967 : Le Médecin malgré lui de Molière
- 1967 : L'Avare de Molière
- 1970 : Interdit au public (Prohibido ao publico) de Roger Dornès e Jean Marsan
- 1973 : J'avoue de Hamadi Arafa
- 1974 : Histoire d'un poème de Noureddine Chouchane
- 1976 : Ziadatou Allah II de Ahmed Harzallah (Novela em cuatro episódios)
- 1983 : Yahia Ibn Omar de Hamadi Arafa (Novela em cuatro episódios) (Primeiro Prêmio pela interpretação)
- 1984 : Cherche avec nous (Procurem conosco) de Abderrazak Hammami (Novela que durou cuatro anos)
- 1985 : El Watek bellah el hafsi de Hamadi Arafa (Novela em cuatro episódios)
- 1989 : Cantara de Jean Sagols (Novela da Televisão francesa Antenne 2)
- 1991 : Les gens, une histoire de Hamadi Arafa
- 1992 : Autant en emporte le vent de Slaheddine Essid (Novela de 14 episódios)
- 1994 : Par précaution (Por precaução) de Safoudh Kochairi
- 1996 : L'homme de la médina (O cara da cidade) de Paolo Barzman
- 1996 : Abou Raihana de Fouaz Abdelki (30 episódios)
- 1999-2001 : Souris à la vie (Sorriso à vida)  de Abderrazak Hammami (Por duas vezes os trinta episódios)

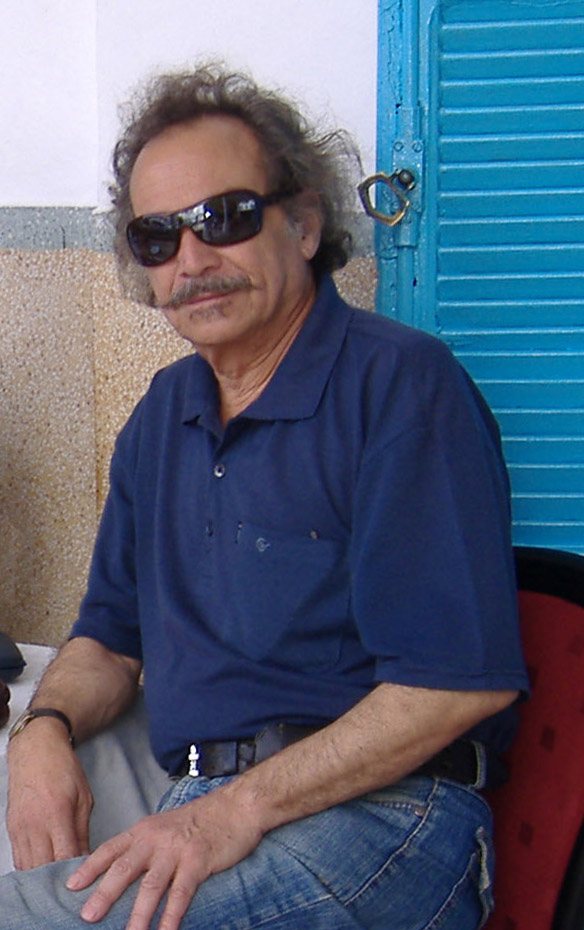
Abdelmajid Lakhal numa entrevista, no Hotel Saint Georges em Tunes, 2006

### Cinema
- 1975: O Messias de Roberto Rossellini
- 1976: O Zelota em Gesù di Nazareth de Franco Zeffirelli
- 1976: Fatma 75 de Salma Baccar
- 1979: Aziza de Abdellatif Ben Ammar

- 1981: Mirages de Abdelhafidh Bouassida
- 1987: La mort en face de Mohamed Damak
- 1990: O primeiro guarda em Um menino de nome Jesus de Francesco Rosi
- 1991: Le vent des destins (O vento do destino) d'Ahmed Jemaï
- 1993: Échec et mat de Rachid Ferchiou
- 2000: Fatma de Khaled Ghorbal
- 2000: Une Odyssée de Brahim Babaï

### Teatro
O teatro é, realmente, a verdadeira e mais importante paixão na vida de Abdelmajid Lakhal. Ele trabalhou muito como ator, mas a aspiração dele sempre foi a realização de clássicos, traduzidos e representados, completamente ou em parte, em árabe.

### Realização não-profissional
- 1960: Les femmes en danger de Ezzeddine Souissi com o Grupo Union générale des étudiants Tunisiens (União geral dos Estudantes Tunesinos)
- 1965: Georges Dandin, ou o marido confundido de Molière
- 1974: La Vie est belle (A Vida è bela (Operetta) com o grupo de Teatro El Manar
- 1985: La Vie de temps à autre de Salah Zouaoui com o Grupo da Cidade de Bizerta
- 1988: Nahar al jounun (Folia) de Frej Slama pegado de Taoufik Hakim com o grupo Casa da Cultura Ibn-Khaldoun

### Realização profissional
- 1971: Oito Mulheres de Robert Thomas (Tradução)
- 1974: O Mercador de Veneza de William Shakespeare (Tradução), em abertura ao Festival internacional de Cartago
- 1977: Noites de sangue de Federico García Lorca (Adaptação)
- 1978: Une nuit des mille et une nuits (Uma noite das mil e uma noites de Noureddine Kasbaoui
- 1979: Bine Noumine de Ali Douagi (Operetta), em abertura do Festival internacional de Monastir
- 1981: El Forja (O espectáculo) de Lamine Nahdi, em abertura do Festival de Primavera no Teatro Municipal de Tunes
- 1985: La Jalousie (O ciúme) de M. Labidi
- 1986: Volpone de Jules Romains et Stefan Zweig (Tradução de M. Agrebi)
- 1987: Ettassouira de Abdessalem El Bech
- 1991: Le quatrième monde (O quarto mundo) de Abdellatif Hamrouni, em abertura do Festival nacional de La Goulette
- 2000: El Khsouma (Baruffe a Chioggia) de Carlo Goldoni (Adaptação)
- 2003: Fine Essaada de Taoufik Hakim (Adaptação)
- 2005: El Náures (A Gaivota) de Anton Chekhov (tradução)

## Prêmios
- 1983: 1° prêmio como protagonista no Festival das Televisões Árabes
- 1989: Oficial de Mérito

## Curiosidades
Abdelmajid Lakhal falava árabe como língua materna e francês muito bem. Falava também um pouco de inglês e italiano.